# Io, l'immortale
Io, l'immortale (…And Call Me Conrad oppure This Immortal), tradotto anche col titolo Io, Nomikos, l'immortale, è un romanzo di fantascienza dello scrittore statunitense Roger Zelazny. È stato pubblicato per la prima volta in due parti sui numeri di ottobre e novembre 1965 della rivista The Magazine of Fantasy and Science Fiction con il titolo …And Call Me Conrad, le successive edizioni in inglese in volume sono state intitolate This Immortal. Ha vinto il Premio Hugo per il miglior romanzo a pari merito con Dune di Frank Herbert.
Il romanzo accosta alla fantascienza la mitologia greca, facendo un parallelo tra la figura del protagonista e quella del dio Pan.

## Trama
In un futuro postapocalittico in cui la Terra è abitata da appena 4 milioni di persone, Conrad Nomikos deve proteggere un alieno proveniente da Vega la cui missione deciderà il futuro della Terra. Nomikos è un uomo apparentemente giovane ma di cui non si riesce a stabilire la vera età e il vero nome.

## Edizioni
- (EN) Roger Zelazny, …And Call Me Conrad, in The Magazine of Fantasy & Science Fiction, Mercury Press, ottobre e novembre 1965.

- (EN) Roger Zelazny, This Immortal, Ace Books, luglio 1966.

- Roger Zelazny, Io, l'immortale, traduzione di Vittorio Curtoni, collana Galassia n° 144, La Tribuna, 1971.

- Roger Zelazny, Io, l'immortale, traduzione di Vittorio Curtoni, collana Bigalassia n° 34, La Tribuna, 1976.

- Roger Zelazny, Io, Nomikos, l'immortale, collana Cosmo Oro. Classici della Fantascienza n° 47, Editrice Nord, 1981, ISBN 88-429-0344-2.

- Roger Zelazny, Io, l'immortale, traduzione di Vittorio Curtoni, collana Urania Collezione n° 55, Mondadori, 2007,  p. 236, ISSN 1721-6427 (WC · ACNP).